# Žánrové umění

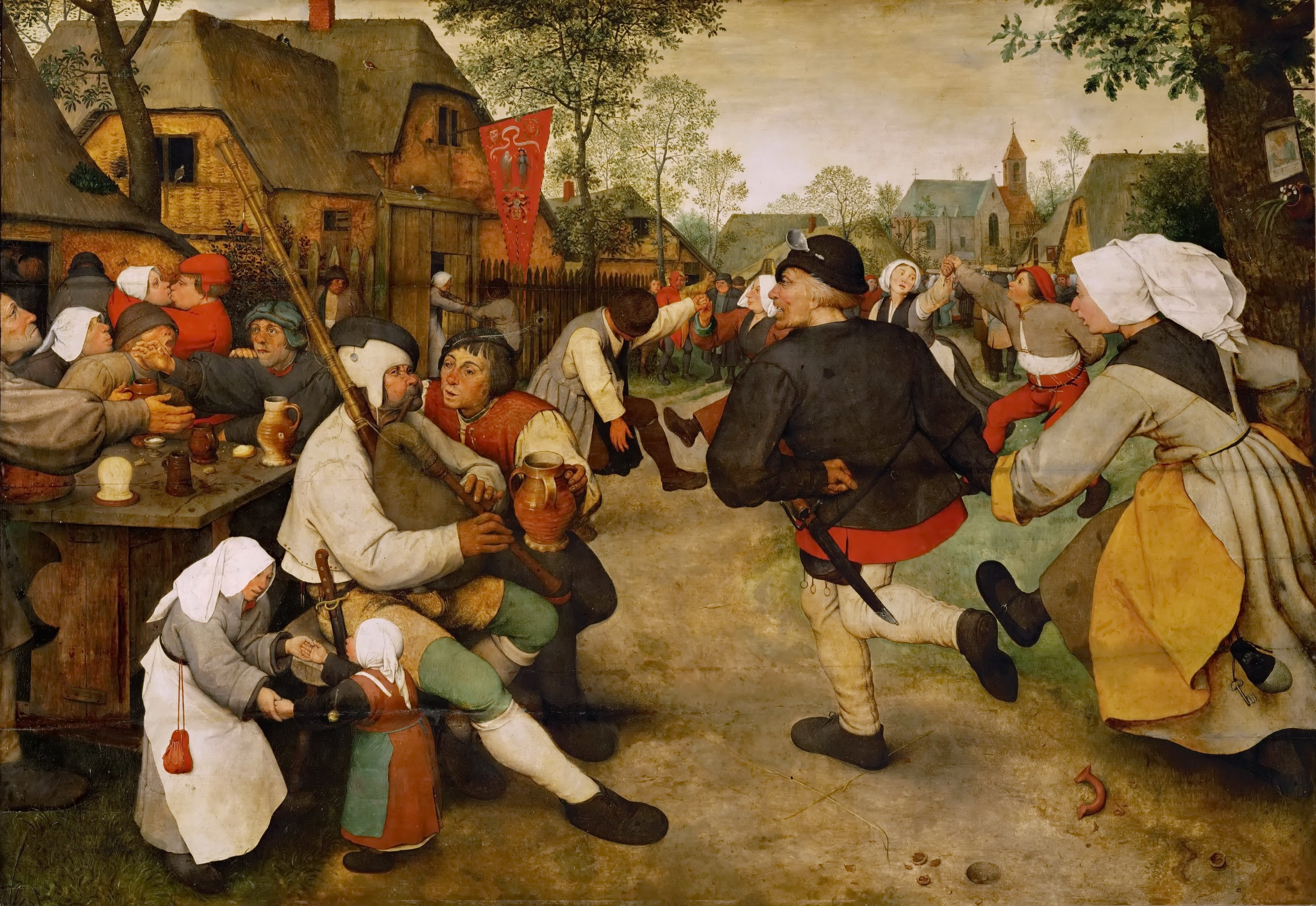
Pieter Brueghel starší: Peasant Dance, asi 1568, olej na dřevě

Žánrové umění, žánrové scény, žánrové pohledy nebo žánrová malba (fran. genre – druh, žánr) jsou ilustrované reprezentace, které představují scény nebo události z každodenního života, jako jsou trhy, domácí prostředí, interiéry, večírky, hostinské nebo pouliční scény. Ve všech odvětvích umění jsou však žánry neurčité kategorie bez pevných hranic a jsou určeny především zažitými konvencemi. Mnoho děl pak jde napříč několika žánry a používá a kombinuje tyto konvence. Provedení může být realistické nebo zromantizované podle umělce. Některé variace pojmu žánrového umění specifikuje použité médium, například žánrová malba, žánrový tisk nebo žánrová fotografie a tak podobně. V Itálii byli v devatenáctém století významnými představiteli žánrové malby Antonio Rotta a Vincenzo Petrocelli.

## Žánrová malba
V malířství se slovem žánr označuje malba, při níž je na pozadí města či vesnice zachycen běžný život zpravidla prostých anonymních lidí. Nejde zde tedy o zobrazení či dokonce oslavu konkrétních osob, měst či krajiny, ale pouze o zobrazení divácky vděčné pracovní, obchodní, bitevní atd. scény. Ta může mít i komické vyznění. Žánr byl oblíben především ve druhé polovině osmnáctého a po celé devatenácté století.

### Holandská žánrová malba v 17. století

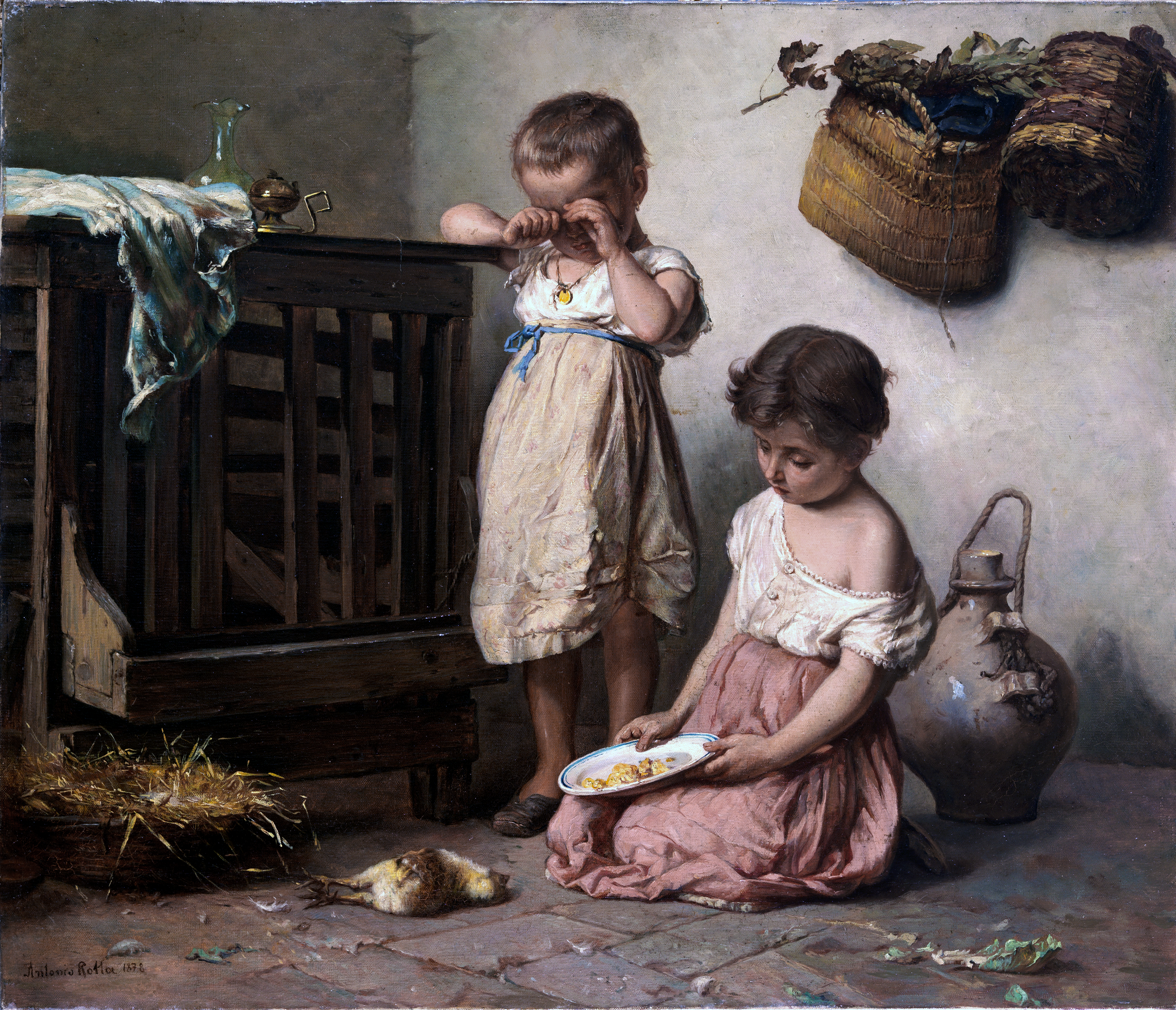
Antonio Rotta, Smrti mláděte
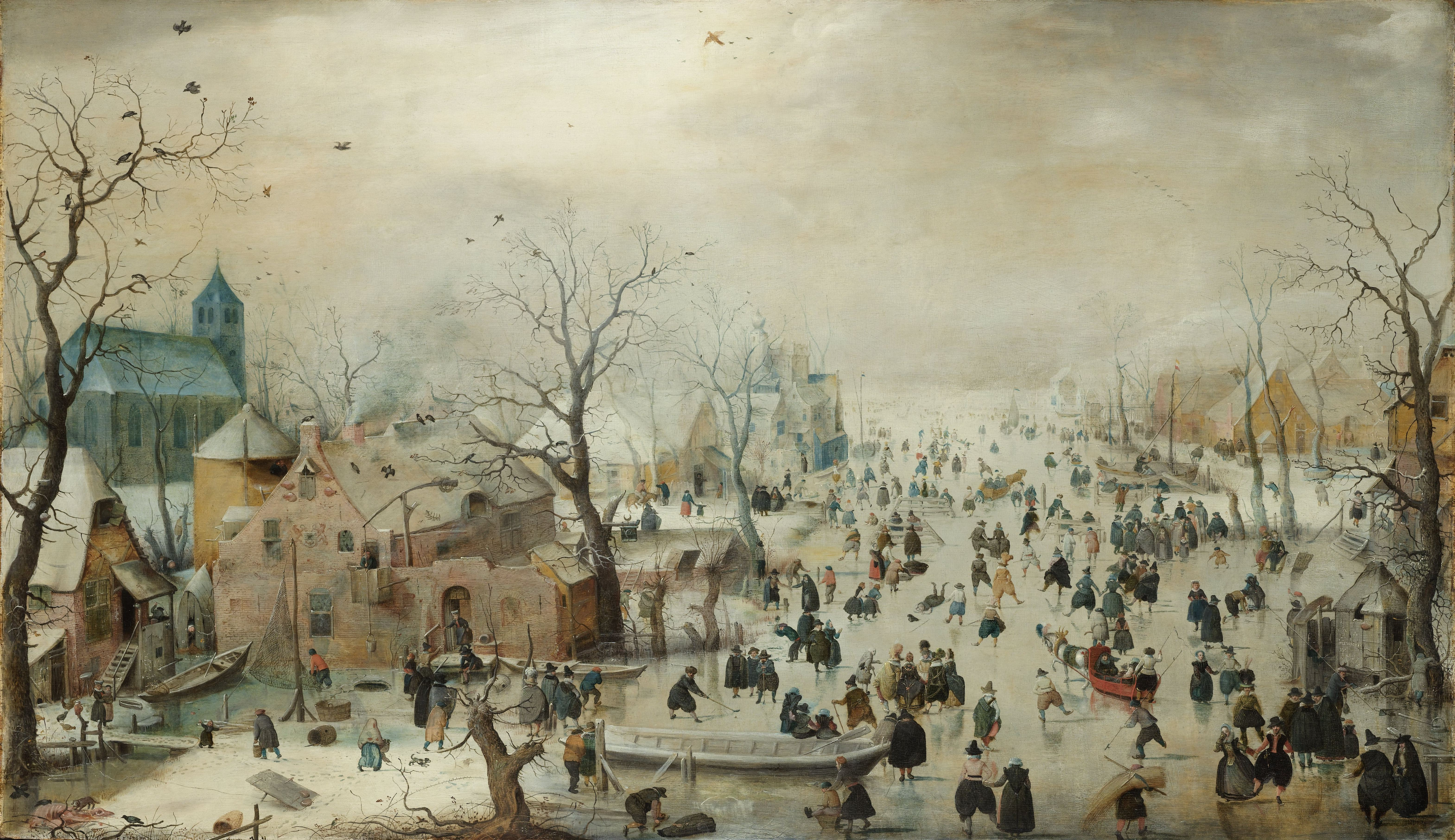
Hendrick Avercamp maloval téměř výhradně zimní scény
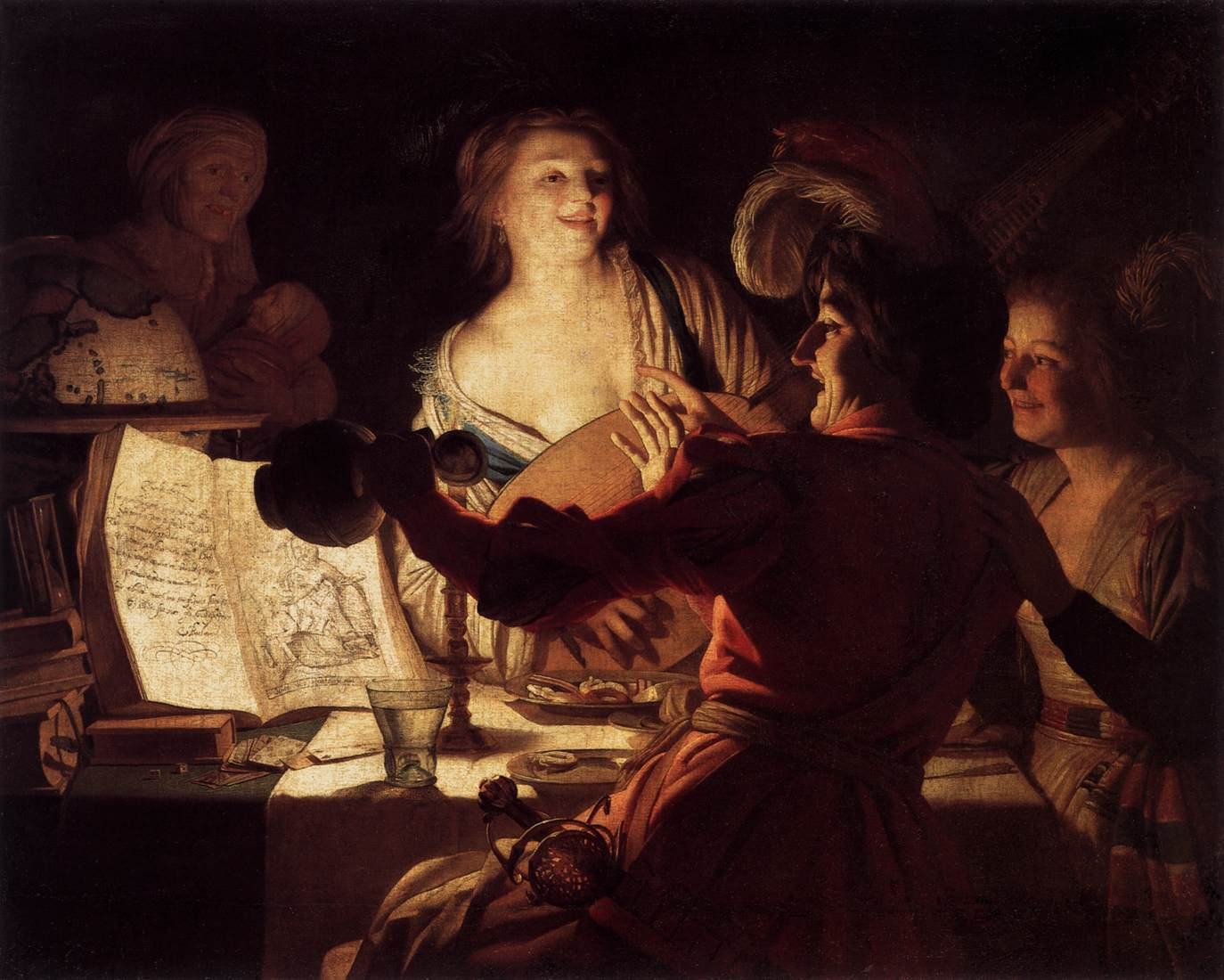
Gerard van Honthorst, Veselá společnost, 1623, používá šerosvit podobně jako Utrecht Caravaggists
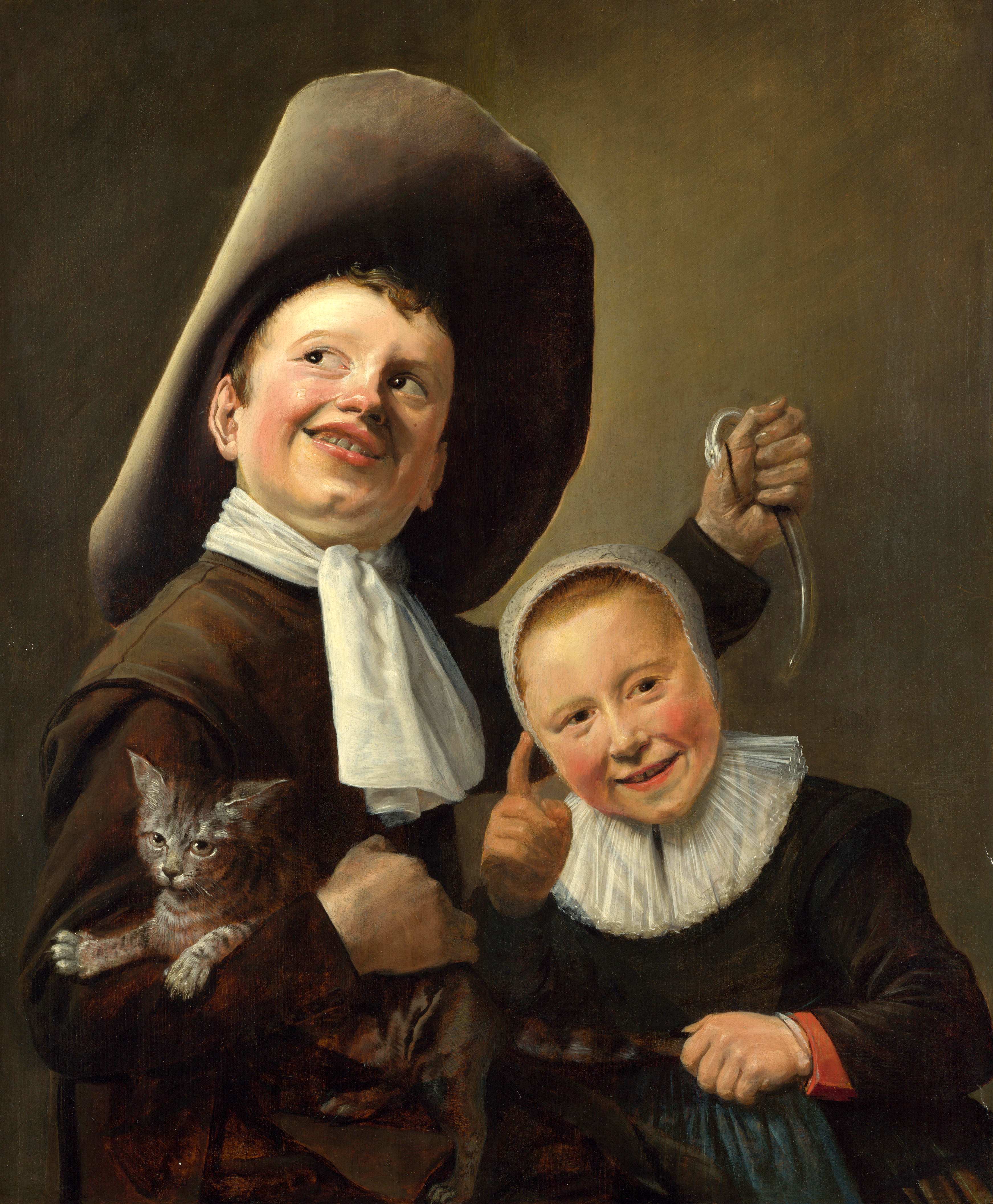
Judith Leyster, Chlapec a Dívka s kočkou a úhořem
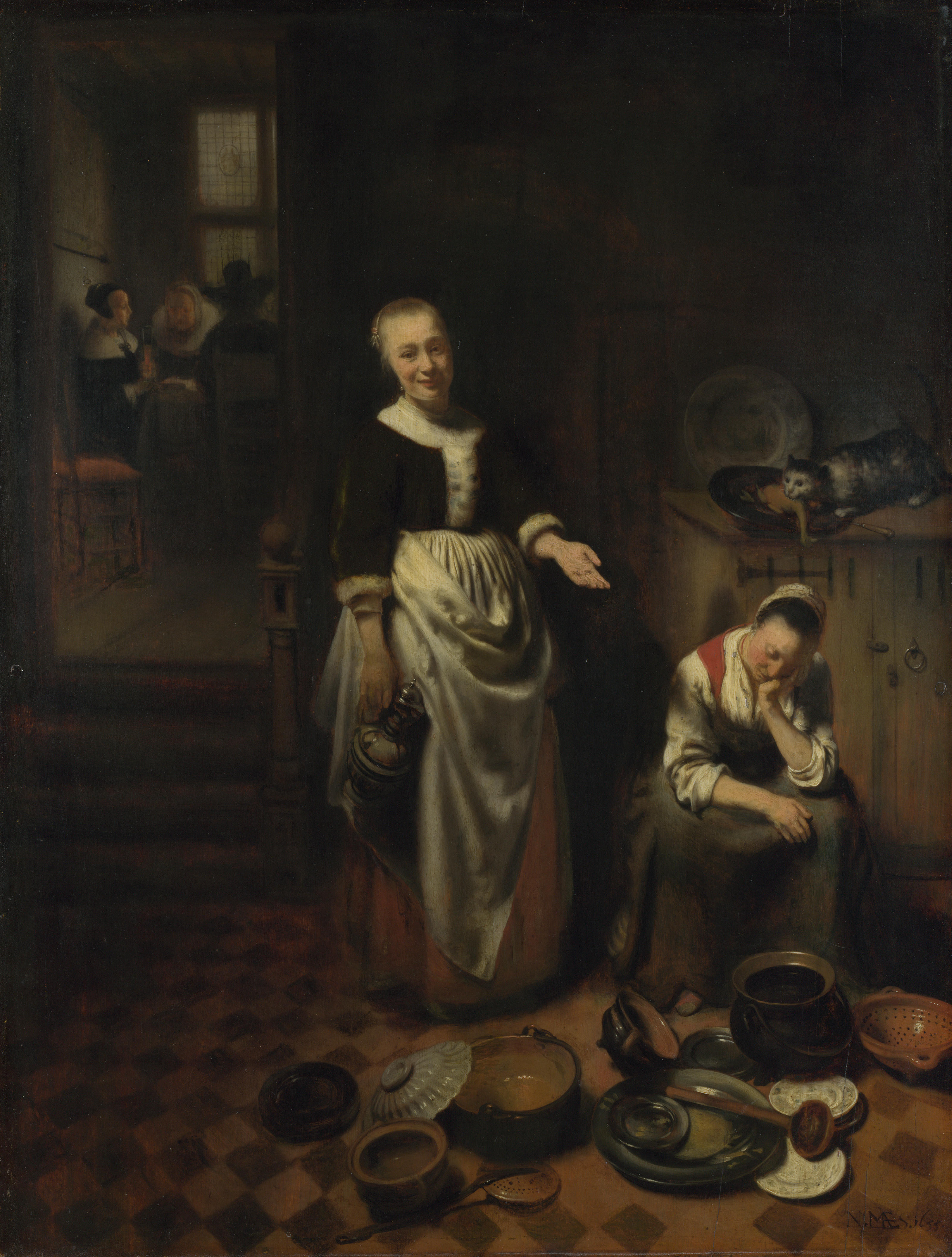
Líná služebná; potíže se služebnictvem byly častým námětem děl Nicolaese Maese

## Žánrová fotografie

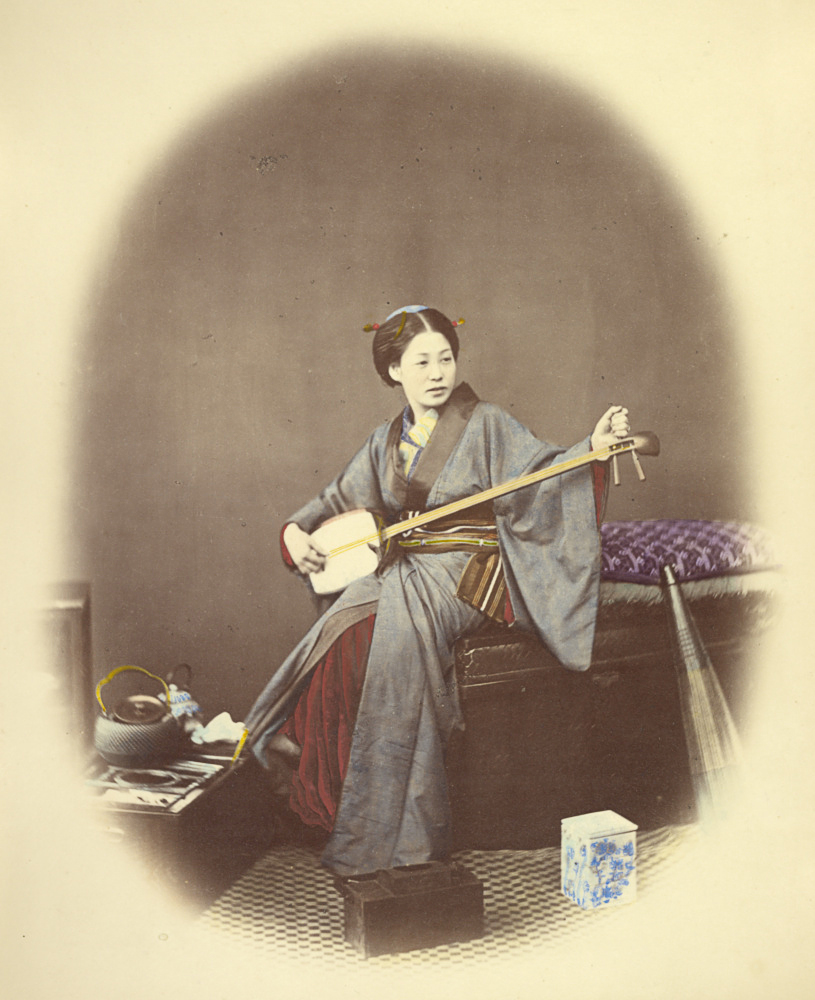
Felice Beato: Žena hrající na šamisen, asi 1860, ručně kolorovaná albuminová fotografie

Zatímco žánrová malba začala v 17. století reprezentací života v Evropě, vynález rozvoj fotografie se shodoval s érou evropského imperialismu od střední do pozdí části 19. století. Žánr fotografie - typicky pořizovaný během vojenské, vědecké nebo komerční expedice, často také zachycuje lidi z jiných kultur, které Evropané potkávali po celém světě.
I když rozdíly nejsou striktní, měla by být žánrová fotografie odlišena od etnografické studie, která ilustruje přímým pozorováním a popisnou studií kulturu a způsob života jednotlivých společností, a které představují jeden z takových oborů, jako jsou antropologie nebo behaviorální vědy.